# ورایتی
ورایتی (به انگلیسی: Variety) یک مجله سرگرمی-تجاری هفتگی است که در سال ۱۹۰۵ توسط سیم سیلورمن در شهر نیویورک آمریکا بنیان گذاشته شد. در پی اهمیت یافتن صنعت سینما، دیلی ورایتی، با انتشار روزانه در سال ۱۹۳۳ در لس آنجلس، کالیفرنیا به دست سیلورمن پایه‌گذاری شد. در سال ۱۹۹۸، دیلی ورایتی گاتام نیز که در شهر نیویورک مستقر بود، به دو نشریه پیشین افزوده شد. هر سه این نشریات از زمان تأسیس تاکنون به صورت مستمر و بدون وقفه منتشر می‌شوند.
ورایتی با سه نسخه چاپی و یک وبگاه توسط رید بیزینس اینفورمیشن از زیرمجموعه‌های رید السویر خریداری شد.
پیتر بارت برای بیست سال سردبیر ارشد این نشریات بود، تهیه‌کننده و روزنامه‌نگاری که پیش از آن برای شرکت فیلم‌سازی پارامونت پیکچرز و روزنامه نیویورک تایمز کار می‌کرد. در آوریل ۲۰۰۹ پس از آنکه تغییر سمت بارت به نایب رئیسی و مدیر سردبیری اعلام شد، دوره سردبیری او پایان یافت. سردبیر کنونی ورایتی تیموتی ام. گری است.

## نسخه‌ها
- ورایتی (به انگلیسی: Variety) (آغاز انتشار: ۱۹۰۵) مجله‌ای در اندازه نیم‌قطع است که بر روی کاغذهای براق مرغوب چاپ می‌شود و به سینما، تلویزیون، تئاتر، موسیقی و فناوری می‌پردازد. این مجله هفتگی است و به صورت بین‌المللی منتشر می‌شود.
- دیلی ورایتی (به انگلیسی: Daily Variety) (آغاز انتشار: ۱۹۳۳) در لس‌آنجلس مستقر است. این نسخه روزانه‌ای است که به هالیوود و تئاتر برادوی اختصاص دارد.
- دیلی ورایتی گاتام (به انگلیسی: Daily Variety Gotham) (آغاز انتشار: ۱۹۹۸) در نیویورک مستقر است. این نسخه روزانه‌ای است که بیشتر بر اخبار حرفه و بازرگانی سینما و نمایش ساحل شرقی آمریکا تمرکز دارد. در عصر چاپ و عرضه می‌شود، پیش از آنکه روزنامه چاپ لس‌آنجلس به دلیل فاصله زمانی، در صبح روز بعدی به نیویورک برسد.
  - Variety.com (آغاز کار: ۱۹۹۸) نسخه اینترنتی ورایتی است. این وبگاه یکی از نخستین روزنامه‌های آن‌لاینی به‌شمار می‌آید که برای دسترسی به آن نیاز به پرداخت هزینه است. هرچند از اکتبر ۲۰۰۶ تا دسامبر ۲۰۰۹ به‌صورت رایگان در دسترس بود.